# 高橋良臣
高橋 良臣（たかはし よしおみ 1945年 - 2021年10月29日）は、登校拒否文化医学研究所所長、臨床心理士、獣医師、牧師。東京都大田区在住。
立教大学社会福祉研究所客員所員、NPO法人日本フリースクール協会理事、NPO法人ホース・フレンズ事務局副理事長、信頼しあえるカウンセラーを探す会世話人。
保健センター又は保健所の思春期・ひきこもり相談を担当し、教育委員会などの講師も務めている。

## 略歴
- 1968年、北海道大学獣医学部獣医学科卒業。
- 1970年、日本ルーテル神学大学（現ルーテル学院大学）神学科卒業。
- 1972年、日本ルーテル神学校神学科卒業。
- 1972年より、登校拒否、不登校の子供と生活を共にする。
- 1981年、登校拒否文化医学研究所を設立。
- 1985年より、立教大学社会福祉研究所所員。
- 1993年より、キリスト教メンタル・ケア・センター (CMCC) 教育相談担当。
- 1999年より、日本フリースクール協会理事。

## 登校拒否文化医学研究所
1981年に高橋が東京都大田区に設立したNPO（任意団体）の登校拒否文化医学研究所では不登校及びひきこもりを対象にカウンセリングを行い（心の相談室）、好文堂教室（フリースクール）、大須成学園（共同生活体験施設、山梨県身延町）及び各地親の会（東京都、埼玉県、静岡県、香川県）を運営又は主宰している。
また、サポート校・渋谷高等学院の協力により、家庭訪問を行うメンタルフレンド（養成）研修会を、毎月1回開催している。
特定非営利活動法人「ホース・フレンズ事務局」東日本支局でもある。

## 著書
- 『不登校・ひきこもりのカウンセリング』 ISBN 4760832343（2005年）
- 『いざ！というとき、子どもを救える親になる！―いじめ、不登校、非行、引きこもり……10代は危うい！』 ISBN 9784871493628（2001年）
- 『いじめは待ってくれない！―いじめ対応、いつでもどこでも』 ISBN 9784324055502（1998年）